# Homalium nobile
Homalium nobile är en videväxtart som beskrevs av Henri Ernest Baillon. Homalium nobile ingår i släktet Homalium och familjen videväxter. Inga underarter finns listade i Catalogue of Life.